# 원앙 (전한)
원앙(袁盎, ? ~ ?)은 전한 초기의 관료로, 자는 사(絲)이다. 본래 초나라 출신으로, 아버지 대에 안릉(安陵)으로 이주하였다.

## 생애
고황후 때 여록의 사인(舍人)이 되었고, 문제 즉위 후 형 원쾌(袁噲)의 임자(任子)로 낭중(郞中)이 되었다.
여씨를 축출하고 승상이 된 주발은 개국공신인데다가 문제를 황제로 추대하기까지 한 인물이라서 문제 또한 조심스럽게 대하였었는데, 원앙은 이렇게 진언하였다.
| “ | 승상은 여후 때에 태위가 되어 병권을 쥐었으면서도 (세도를) 바로잡지 못하였으니, 공신이기는 하나 사직의 신하는 아닙니다. 승상이 날뛰고 폐하께서 겸양하심은 옳지 않습니다. | ” |

원앙의 말을 옳게 여긴 문제는 이후 위엄을 보였다. 당시 주발은 원쾌와 친분이 있었기 때문에 원앙을 나무랐지만, 원앙은 사죄하지 않았다.
훗날 승상을 사임하고 봉국으로 돌아간 주발은 반란을 획책하였다는 참소를 받아 하옥되었다. 아무도 그를 변호하는 자가 없었으나 오직 원앙만이 변호해 주었고, 덕분에 주발은 사면되었다. 이후 원앙은 주발과 교류하였다.
회남왕이 함부로 심이기를 죽이는 등 교만하게 행동하니, 원앙은 그의 봉지를 깎을 것을 상주하였으나 문제는 받아들이지 않았다. 회남왕은 더욱더 교만해졌고, 결국 반란을 모의하다가 발각되었다. 문제는 회남왕을 촉(蜀) 땅으로 유배시키려 하였는데, 원앙은 이를 반대하였으나 역시 듣지 않았다. 그러나 회남왕은 유배지로 가던 도중 스스로 목숨을 끊었고, 문제는 후회하였다.
| 전임 유 | 전한의 봉상 기원전 154년 | 후임 은 |